# رباط خاجی‌تهیگاهی میان‌استخوانی
رباط خاجی‌تهیگاهی میان‌استخوانی یا لیگامان ساکروایلیاک بین استخوانی (به انگلیسی: Interosseous sacroiliac ligament) یکی از رباط‌های مفصل خاجی‌تهیگاهی (ساکروایلیاک) است که به طور سطحی توسط رباط خاجی‌تهیگاهی پسین پوشیده می‌شود. این رباط دارای رشته‌های کوتاه و قوی است که استخوان خاجی (ساکروم) را به برجستگی تکمه‌ای تهیگاهی  پیوند می‌دهد. رباط خاجی‌تهیگاهی میان‌استخوانی، استخوان‌های خاجی و تهیگاهی را در کنار یکدیگر نگه می‌دارد.